# Linia kolejowa Český Těšín – Frydek-Mistek
Linia kolejowa Český Těšín – Frýdek-Místek – linia kolejowa w południowej części kraju morawsko-śląskiego w Czechach. Linia na całej długości jest jednotorowa i niezelektryfikowana.

## Historia
Linia kolejowa została otwarta 1 czerwca 1888 roku jako szlak austriackiej Kolei Miast Morawsko-Śląskich poprowadzonej z Bielska-Białej do Kojetina. Po podziale Śląska Cieszyńskiego na część polską i czechosłowacką w 1920 roku odcinek został przekazany stronie czechosłowackiej. Trasa kolejowa przebiega przez malownicze tereny Pogórza Karpackiego. W latach siedemdziesiątych wprowadzono kursowanie wagonów spalinowych. Na szlaku kursują dodatkowo pociągi zdawczo-manewrowe. Niektóre stacje i przystanki posiadają dwujęzyczne nazwy ponieważ ponad 10% mieszkańców okolicznych gmin to przedstawiciele mniejszości polskiej. W grudniu 2015 roku uruchomiono kursowanie międzynarodowych pociągów z Cieszyna do Frýdka-Místka obsługiwanych przez przewoźnika kolejowego České dráhy wagonami spalinowymi